# Zeacolpus maorius
Zeacolpus maorius är en snäckart som först beskrevs av Powell 1940.  Zeacolpus maorius ingår i släktet Zeacolpus och familjen tornsnäckor. Inga underarter finns listade i Catalogue of Life.